# Breda Viksjön
Breda Viksjön är en sjö i Hultsfreds kommun i Småland och ingår i Emåns huvudavrinningsområde. Sjön är 10 meter djup, har en yta på 0,14 kvadratkilometer och är belägen 117,5 meter över havet.

## Delavrinningsområde
Breda Viksjön ingår i det delavrinningsområde (636506-148277) som SMHI kallar för Ovan Lillån. Medelhöjden är 162 meter över havet och ytan är 7,93 kvadratkilometer. Räknas de 118 avrinningsområdena uppströms in blir den ackumulerade arean 1 649,18 kvadratkilometer. Avrinningsområdets utflöde Emån mynnar i havet. Avrinningsområdet består mestadels av skog (92 procent). Avrinningsområdet har 0,23 kvadratkilometer vattenytor vilket ger det en sjöprocent på 2,9 procent. Bebyggelsen i området täcker en yta av 0,19 kvadratkilometer eller 2 procent av avrinningsområdet.